# David Rittich
David Rittich, född 19 augusti 1992, är en tjeckisk professionell ishockeymålvakt som spelar för Los Angeles Kings  i NHL.
Han har tidigare spelat på NHL-nivå för Nashville Predators, Toronto Maple Leafs och Calgary Flames och på lägre nivåer för Stockton Heat i AHL, BK Mladá Boleslav i Extraliga och HC Dukla Jihlava i WSM Liga.
Rittich blev aldrig draftad av någon NHL-organisation.